# 舍平根
舍平根（德語：Schöppingen，發音：[ˈʃœpɪŋən]）是德国北莱茵-威斯特法伦州明斯特行政区博尔肯县的市镇，面积68.81平方千米，2023年12月31日人口为6,807人。